# Copa Internacional de Tenis de Mexico 2013
La Copa Internacional de Tenis de Mexico 2013 è stato un torneo di tennis facente parte della categoria ATP Challenger Tour nell'ambito dell'ATP Challenger Tour 2013. È stata l'unica edizione del torneo, si è giocata a Città del Messico in Messico dal 15 al 21 aprile 2013 sui campi in cemento del Sayavedra Racquet Club e aveva un montepremi di $35,000+H.

## Partecipanti singolare

### Teste di serie
| Nazionalità   | Giocatore        | Ranking* | Testa di serie |
| ------------- | ---------------- | -------- | -------------- |
| Taipei cinese | Lu Yen-hsun      | 74       | 1              |
| Israele       | Dudi Sela        | 106      | 2              |
| Stati Uniti   | Rajeev Ram       | 112      | 3              |
| Francia       | Adrian Mannarino | 120      | 4              |
| Giappone      | Yūichi Sugita    | 138      | 5              |
| Canada        | Vasek Pospisil   | 141      | 6              |
| Stati Uniti   | Donald Young     | 160      | 7              |
| Taipei cinese | Jimmy Wang       | 162      | 8              |

- Ranking all'8 aprile 2013.

### Altri partecipanti
Giocatori che hanno ricevuto una wild card:
- Antoine Benneteau
- Miguel Gallardo-Valles
- Eduardo Peralta-Tello
- Miguel Ángel Reyes Varela

Giocatori che sono passati dalle qualificazioni:
- Christopher Díaz-Figueroa
- Chris Guccione
- Gianni Mina
- Franko Škugor

Giocatori che hanno ricevuto un entry come Alternate:
- Norbert Gombos
- Michael Lammer

## Partecipanti doppio

### Teste di serie
| Nazionalità | Giocatore          | Nazionalità | Giocatore          | Ranking* | Testa di serie |
| ----------- | ------------------ | ----------- | ------------------ | -------- | -------------- |
| Thailandia  | Sanchai Ratiwatana | Thailandia  | Sonchat Ratiwatana | 152      | 1              |
| Stati Uniti | James Cerretani    | Canada      | Adil Shamasdin     | 166      | 2              |
| Brasile     | Marcelo Demoliner  | Brasile     | André Sá           | 176      | 3              |
| Australia   | Jordan Kerr        | Australia   | John-Patrick Smith | 212      | 4              |

- Ranking all'8 aprile 2013.

### Altri partecipanti
Coppie che hanno ricevuto una wild card:
- Miguel Gallardo Valles /  Miguel Ángel Reyes Varela
- Gianni Mina /  Santiago Sierra
- Alejandro Moreno Figueroa /  Manuel Sánchez

## Vincitori

### Singolare
Andrej Martin ha battuto in finale  Adrian Mannarino con il punteggio di 4–6, 6–4, 6–1

### Doppio
Carsten Ball /  Chris Guccione hanno battuto in finale  Jordan Kerr /  John-Patrick Smith con il punteggio di 6–3, 3–6, [11–9]